# Bernardin Castanié
Bernardin Castanié SSCC (ur. 31 stycznia 1869 w Bozouls, zm. w 1939) – francuski duchowny rzymskokatolicki, sercanin biały, misjonarz, prefekt apostolski Cook i Manihiki oraz Wysp Cooka.

## Biografia
Bernardin Castanié urodził się 31 stycznia 1869 w Bozouls we Francji. 18 października 1892 otrzymał święcenia prezbiteriatu i został kapłanem Zgromadzenia Najświętszych Serc Jezusa i Maryi oraz Wieczystej Adoracji Najświętszego Sakramentu Ołtarza.
1 lutego 1923 papież Pius XI mianował go prefektem apostolskim powstałej w zeszłym roku prefektury apostolskiej Cook i Manihiki. 11 sierpnia 1926 prefektura apostolska Cook i Manihiki zmieniła nazwę. Tym samym tytuł o. Castanié zmieniono na prefekt apostolski Wysp Cooka.
Zmarł w 1939.